# Stentjärnen (Undersåkers socken, Jämtland, 702407-135133)
Stentjärnen är en sjö i Åre kommun i Jämtland och ingår i Indalsälvens huvudavrinningsområde. Sjön har en area på 0,226 kvadratkilometer och ligger 621,3 meter över havet.

## Delavrinningsområde
Stentjärnen ingår i det delavrinningsområde (702319-135172) som SMHI kallar för Utloppet av Stentjärnen. Medelhöjden är 664 meter över havet och ytan är 2,29 kvadratkilometer. Det finns inga avrinningsområden uppströms utan avrinningsområdet är högsta punkten. Vattendraget som avvattnar avrinningsområdet har biflödesordning 4, vilket innebär att vattnet flödar genom totalt 4 vattendrag innan det når havet efter 336 kilometer. Avrinningsområdet består mestadels av skog (74 procent) och kalfjäll (13 procent). Avrinningsområdet har 0,22 kvadratkilometer vattenytor vilket ger det en sjöprocent på 9,7 procent.